# Duricrust
Duricrust ist der Oberbegriff aller zur Gruppe der terrestrischen Böden gezählten Krusten, die außerhalb des Einflusses des Grundwassers entstehen. Es handelt sich hierbei um Bodenhorizonte, die einige Millimeter bis wenig mehr als 10 Meter mächtig sein können, und in denen durch Ausfällung mineralischer Substanzen aus dem Porenwasser Teile eines solchen Horizontes oder sogar der gesamte Horizont gesteinsartig verfestigt wird. Duricrusts treten nicht selten in Gesteinsabfolgen früherer geologischer Epochen auf und geben Hinweise auf die Umweltbedingungen, die zu ihrer Entstehungszeit herrschten.

## Begriff
Das Wort Duricrust setzt sich aus den lateinischen Wörtern durus für hart und crusta für die Kruste zusammen. Es wurde erstmals in Australien im Zusammenhang mit nahe oder an der Erdoberfläche befindlichen Schichten von Lateriten, Bauxiten und Quarziten verwendet. Der Wortbestandteil Kruste ist hierbei etwas irreführend, denn er steht nicht, wie in „Erdkruste“ oder „Brotkruste“ für eine solide Hülle oder Decke und bezeichnet daher auch keine Landschaftsform. Stattdessen laufen die Vorgänge, die zur Bildung von Duricrusts führen, in aller Regel unterhalb der eigentlichen Geländeoberfläche ab. Meist gelangt eine Duricrust erst durch Erosion direkt an die Oberfläche und kann dann tatsächlich reliefbildend sein (siehe Bedeutung).
Einige Formen von Duricrusts bezeichnen im weiteren Sinne nicht nur den „versteinerten“ Bodenhorizont, sondern stehen für umfangreiche chemische Veränderungen innerhalb des Bodens und werden daher als sogenannte extreme Bodenformen betrachtet.

## Klassifizierung und Nomenklatur
Für Duricrusts existiert eine Nomenklatur, die in erster Linie die mineralogischen Unterschiede verdeutlicht:
- Vorsilbe Al- oder Alu- für Duricrusts, in denen Aluminiumminerale wie Gibbsit oder Böhmit dominieren
- Vorsilbe Cal- für Duricrusts, in denen Kalzit (Kalziumkarbonat, CaCO3) dominiert (z. B. Caliche)
- Vorsilbe Dol- oder Dolo- für Duricrusts, in denen Dolomit (Kalzium-Magnesium-Doppelkarbonat, CaMg(CO3)2) dominiert
- Vorsilbe Ferri- für Duricrusts, in denen Eisenminerale wie Hämatit oder Goethit dominieren (z. B. Raseneisenstein)
- Vorsilbe Gyp- für Duricrusts, in denen Gips (Kalziumsulfat, CaSO4 • 2H2O) dominiert
- Vorsilbe Sal- für Duricrusts, in denen Halit (Natriumchlorid, NaCl) dominiert
- Vorsilbe Sil- für Duricrusts, in denen Quarz (Siliziumdioxid, SiO2) dominiert.

Diese Vorsilben werden mit den Nachsiben -crete oder -crust kombiniert. Eine Schwäche dieser Nomenklatur ist, dass -cretes und -crusts einerseits dasselbe meinen können, andererseits auch jeweils für ein spezielleres, wenngleich recht ähnliches Phänomen stehen. So stehen die Bezeichnungen Ferricrete und Ferricrust einerseits beide für Duricrusts mit hohem Eisenanteil, aber Ferricrete kann auch speziell ein mit Eisenmineralen zementiertes klastisches Sediment und Ferricrust die harte Kruste einer Eisenkonkretion bezeichnen. Sowohl die Zementation eines Sedimentes mit Eisenmineralen als auch die Bildung von Eisenkonkretionen können auf eine Duricrust zurückgehen, können aber auch im Rahmen anderer geologischer Vorgänge ablaufen.
Zudem ist zu berücksichtigen, dass es zwischen mineralogisch verschiedenen Duricrusts, die unter ähnlichen Bedingungen entstehen, Übergangsformen gibt (z. B. zwischen Silcretes und Ferricretes oder Ferricretes und Alucretes oder Calcretes, Gypcretes und Salcretes).
In einer aktuellen Studie zu metallhaltigen Duricrusts („Orecretes“ genannt, engl.: ore = Erz) wird eine leicht abweichende Nomenklatur genutzt. Bei dieser ist zunächst nur das Anion der in der Duricrust dominierenden Minerale ausschlaggebend, welches mit der Nachsilbe -crete kombiniert wird:
- Oxicrete: Oxide und (Oxid)Hydrate
- Carbocrete: Karbonate
- Silicacrete: Silikate (im Wesentlichen Quarz bzw. Opal)
- Halcrete: Halogenide (Chloride, Jodide, Fluoride und Bromide)
- Sulcrete: Sulfate und APS-Minerale (Aluminiumphosphat-Sulfate)
- Phoscrete: Phosphate
- Arsenocretes: Arsenate
- Vanadocrete: Vanadate

Diese Namen werden dann mit dem oder den Formelzeichen des darin vorkommenden Metalles bzw. der darin vorkommenden Metalle kombiniert, z. B. Silicacrete-(Fe-Al).

## Entstehung

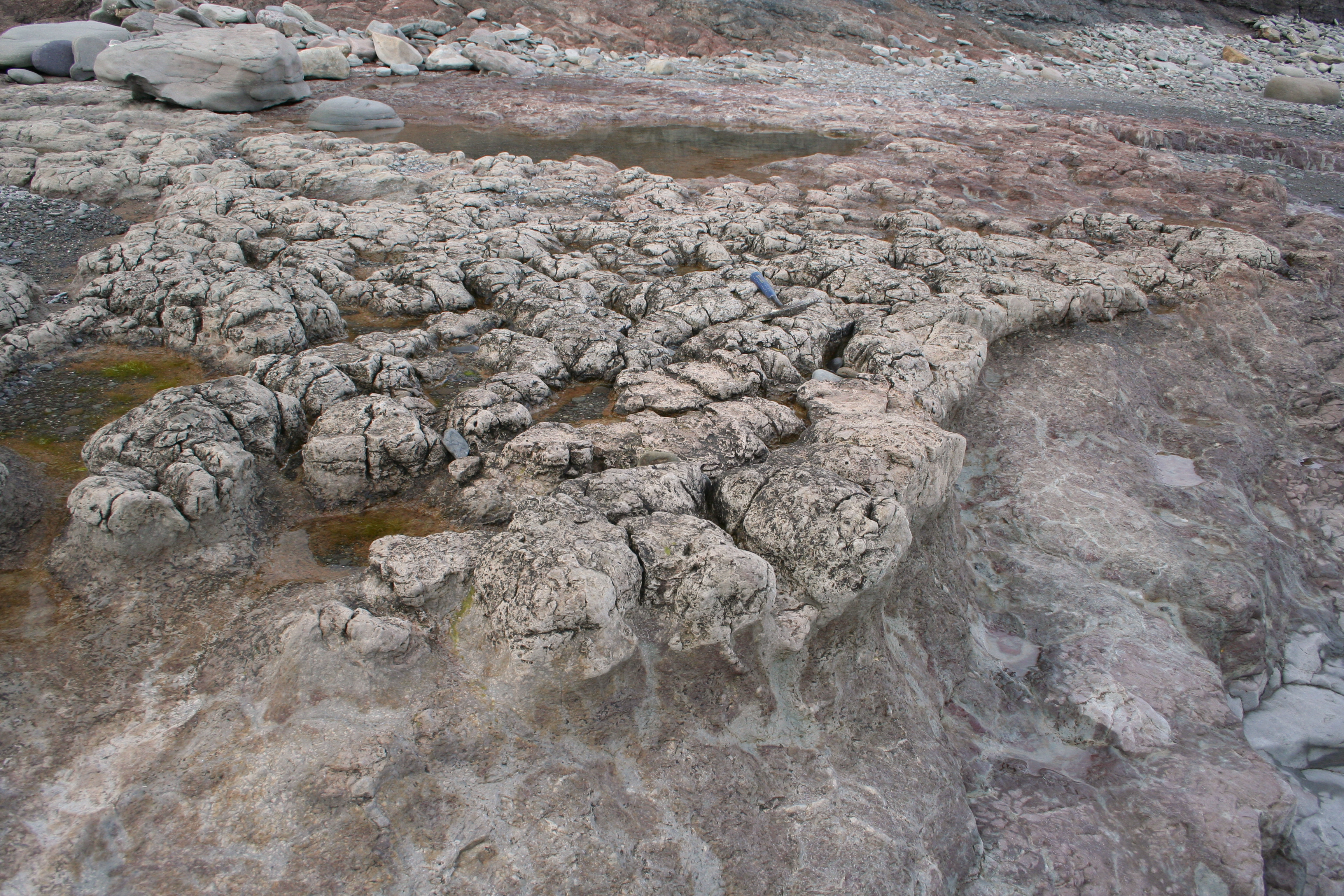
Durch Erosion freigelegte und stark angewitterte Silcrete-Schicht (Pennsylvanium von Neu-Schottland, Kanada)

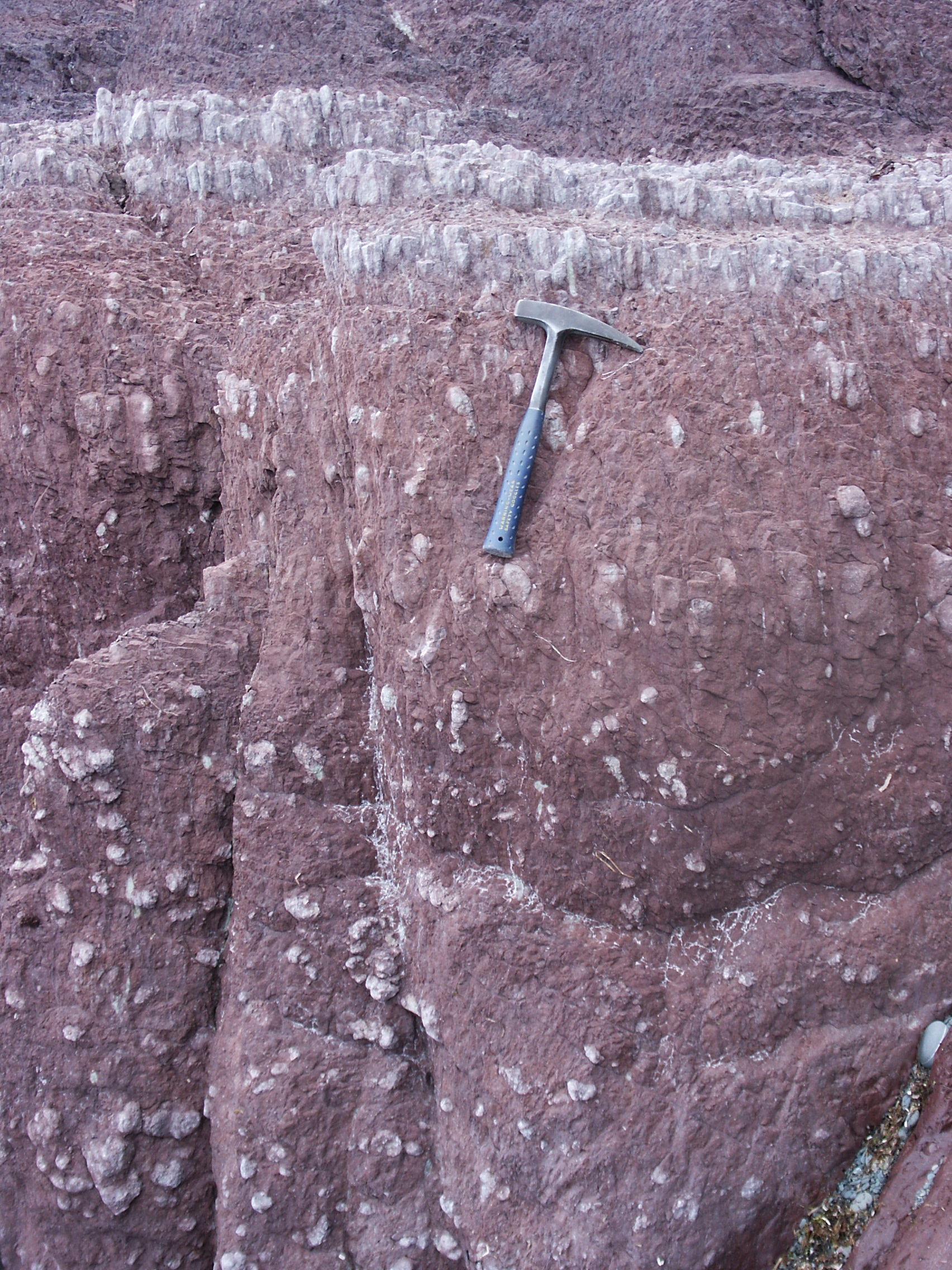
Calcrete (Caliche), sowohl knollig (überwiegender Teil des Bildes) als auch lagig (ganz oben) ausgebildet, in rotem Silt- und Tonstein der Moydart-Formation (Silur von Neu-Schottland)

Generell entstehen Duricrusts immer unter Beteiligung von Wasser und überwiegend im Zusammenhang mit Bodenbildungen in Gebieten mit tropischem bis subtropischem Klima und mit zumindest lokal flachem Relief. Das beteiligte Wasser ist jedoch definitionsgemäß kein Grundwasser, sondern Bodenwasser, welches Niederschlägen oder nahe gelegenen Gewässern entstammt.

### Entstehung in humidem Klima

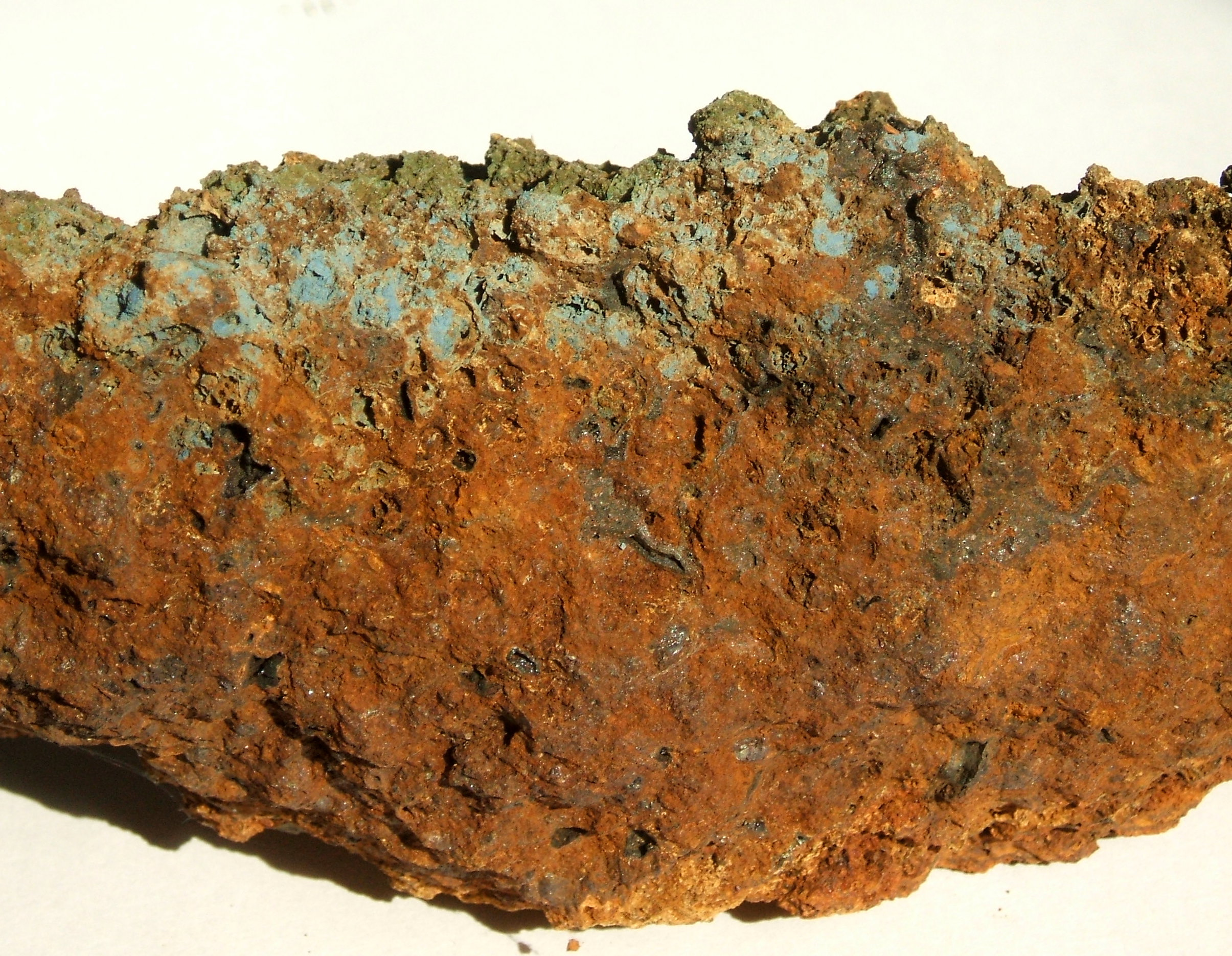
Handstück von Raseneisenstein, einer Ferricrete, die rezent auch in gemäßigten Breiten häufig entsteht. Oben auf dem Handstück, das überwiegend aus Eisenoxyden und -hydroxyden besteht, befindet sich ein dünner grünlicher Überzug des Eisenphosphatminerals Vivianit (Herkunft unbekannt).

In humidem Klima erfolgt die Verwitterung von Gesteinen in bedeutendem Maße auf chemischem Weg. Der Bereich zwischen Boden- bzw. Geländeoberfläche und unverwittertem Ausgangsmaterial eines Bodens wird als Verwitterungsprofil bezeichnet. Im bezüglich chemischer Verwitterung aggressiven Klima der feuchten Tropen können Verwitterungsprofile von bis zu 120 Metern Mächtigkeit entstehen.
Im Zuge der chemischen Verwitterung werden zahlreiche Minerale des Ausgangsmaterials (u. a. Feldspäte) zersetzt, wobei verschiedene chemische Elemente und Verbindungen im Bodenwasser gelöst (mobilisiert) werden. Das chemisch veränderte Ausgangsmaterial wird nunmehr als Saprolith bezeichnet.
Nach kürzerem oder längerem vertikalem oder lateralem Transport (Migration) der gelösten Stoffe, werden sie wieder ausgefällt, sobald die Lösung einen Bereich des Bodens erreicht, der die dazu nötigen chemischen Bedingungen bietet, wobei es sich meist um einen Wechsel von reduzierendem zu oxydierendem Milieu handelt. Dadurch kommt es zur Bildung von zunächst kleinen, knollenförmigen Konkretionen, die im Laufe der Zeit, bei gleichbleibenden Bedingungen, größer werden und zu einer durchgehenden Schicht miteinander verwachsen können, wobei das vorher dort vorhandene Lockermaterial komplett verdrängt wird. In anderen Fällen führt die Ausfällung der Minerale dazu, dass ein Lockersediment imprägniert und dadurch zementiert wird.
Typisch für Duricrusts in Verwitterungsprofilen humider Klimate sind Alucretes, Ferricretes und Silcretes. Hierbei gehen Alucretes u. a. aus der Verwitterung von Nephelinsyenit und Ferricretes und  tiallitische Alucretes u. a. aus der Verwitterung basischer Gesteine hervor. Alucretes bilden auf diese Weise Lagerstätten des Aluminiumerzes Bauxit, wo sie zusammen mit Ferricretes auftreten.
Das in Silcretes gebundene SiO2 kann durchaus erneut mobilisiert und entweder an gleicher Stelle oder andernorts wieder abgeschieden werden. Dieser Abscheidungsprozess kann an gleicher Stelle zu verschiedenen Zeiten in zu einem gewissen Grade voneinander abweichenden chemischen Milieus ablaufen und führt dann zur Bildung komplexer, polyphaser SiO2-Duricrusts, die als multiple Silcretes bezeichnet werden.

### Entstehung in semiaridem und aridem Klima
In warmem trockenem Klima spielt chemische Verwitterung nur eine sehr untergeordnete Rolle. Durch die hohe Verdunstungsrate entstehen bei längeren Sedimentationsunterbrechungen in erster Linie Calcretes, Gypcretes und Salcretes durch Abscheidung von Kalzit, Gips oder Kochsalz (geolog.: Steinsalz) aus übersättigter Lösung, wenn das Wasser im Porenraum der oberen Bodenschichten verdunstet.
Auch bei der Entstehung von Calcretes bilden sich zunächst Knollen, die dann zu einer geschlossenen Schicht zusammenwachsen. Nicht selten werden aber auch Wurzeln von Pflanzen mit Kalzit umkrustet. Durch regelmäßigen Wechsel von Sedimentationsphasen und Sedimentationspausen können Serien mit mehreren in gewissem vertikalem Abstand aufeinander folgenden Calcrete-Horizonten entstehen. Calcretes, die in aridem Klima entstehen, werden auch als Caliche bezeichnet.
Gypcretes und Salcretes sind insbesondere typisch für Playa- und Sebcha-Sedimente. Im Boden, nahe dem Ufer einer übersalzenen Meereslagune oder eines Salzsees, steigt durch den Kapillareffekt Porenwasser aus dem wassergesättigten Bereich des Bodens in Richtung der Oberfläche auf, wodurch dort infolge der hohen Verdunstungsrate in hohem Maße Gips und Halit abgeschieden werden. Durch die hohe Wasserlöslichkeit von Halit werden Salcretes bei zunehmend humider werdenden Bedingungen aber schnell wieder im Boden gelöst.

## Bedeutung

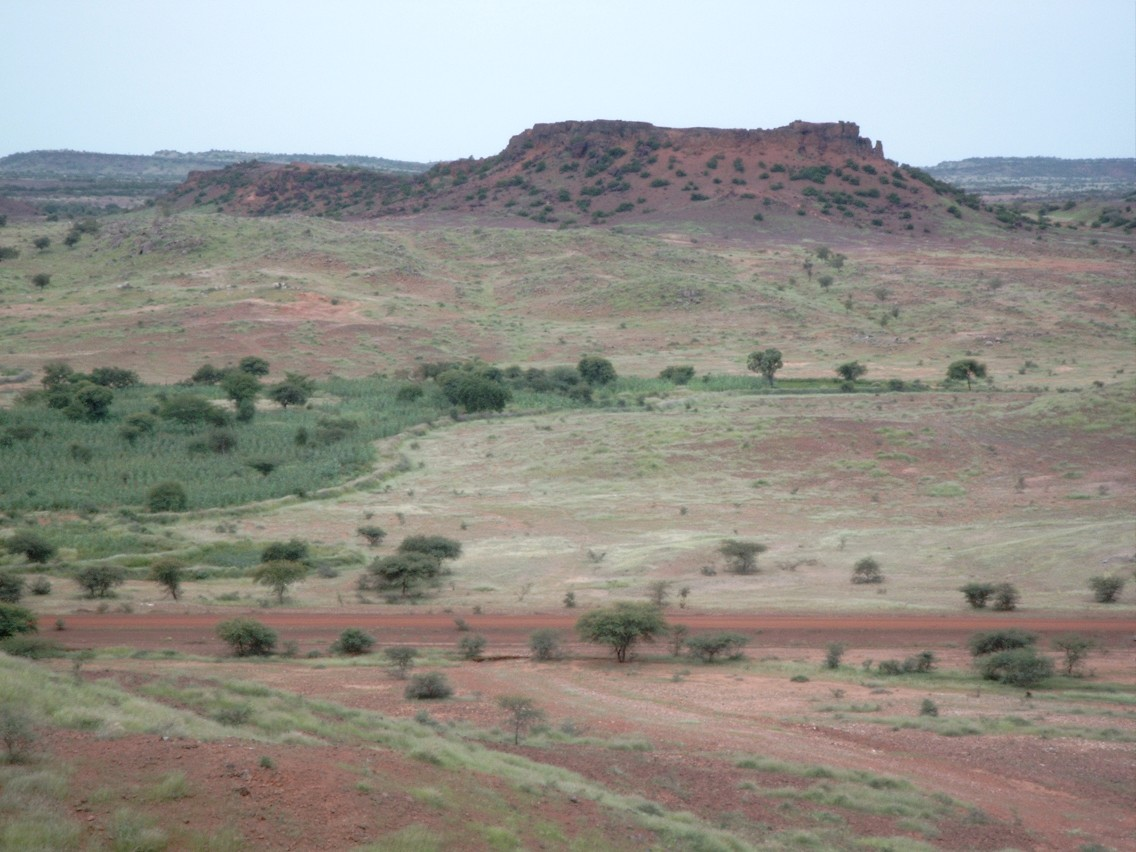
Tafelberg, dessen Plateau von einer Duricrust gebildet wird (Burkina Faso).

Duricrusts haben insbesondere Bedeutung für die Geomorphologie, in der Lagerstättenkunde und in der Geologie als Anzeiger für eine bestimmte Paläo-Umwelt.
Silcretes besitzen in trockenem Klima eine hohe Verwitterungsresistenz. So kann es u. U. passieren, dass sich in einer humiden Periode eine Silcreteschicht im Boden einer Talsohle bildet, wobei die Lösungen, die das SiO2 liefern, aus den Bergen stammen, welche sich über dieses Tal erheben und einer relativ starken chemischen Verwitterung ausgesetzt sind. Ändert sich das Klima hin zu trockeneren Verhältnissen, dominiert physikalische Verwitterung, welcher das mittlerweile schon recht stark angegriffene Material der Berge weniger entgegensetzen kann, als der Talboden, der durch die Silcreteschicht, die in trockenem Klima nur schlecht verwittert, nun gegen weitere Erosion gut geschützt („armiert“) ist. Fortschreitende Erosion in der Region sorgt nun dafür, dass sich die Berge in Täler verwandeln und die ehemalige Talsohle einen Tafelberg bildet. Ein solcher Vorgang wird allgemein als Reliefumkehr bezeichnet.
Für die Lagerstättenkunde und somit auch die Bergbauindustrie sind insbesondere Alucretes von Bedeutung, da sie Bauxitlagerstätten bilden, die zur Gewinnung von Aluminium abgebaut werden.
Bei der Erforschung des Mars wurde durch den Rover Opportunity im Eagle-Krater des Meridiani Planum eine Gesteinsabfolge entdeckt, die gips- und hämatitreiche Konkretionen und Zementationen enthält, bei denen es sich um Duricrusts handeln könnte. Dies wäre ein klarer Nachweis für eine länger andauernde Präsenz von flüssigem Wasser in oberflächennahen Sedimenten des Mars. Allerdings sind diese Gesteine wahrscheinlich bereits mehrere Milliarden Jahre alt.